# Stor-Häbberstjärnen
Stor-Häbberstjärnen är en sjö i Åre kommun i Jämtland och ingår i Indalsälvens huvudavrinningsområde. Sjön har en area på 0,107 kvadratkilometer och ligger 723,4 meter över havet.

## Delavrinningsområde
Stor-Häbberstjärnen ingår i det delavrinningsområde (700144-139503) som SMHI kallar för Ovan Lekarån. Medelhöjden är 792 meter över havet och ytan är 17,95 kvadratkilometer. Räknas de 74 avrinningsområdena uppströms in blir den ackumulerade arean 303,2 kvadratkilometer. Dammån (Storån) som avvattnar avrinningsområdet har biflödesordning 2, vilket innebär att vattnet flödar genom totalt 2 vattendrag innan det når havet efter 318 kilometer. Avrinningsområdet består mestadels av skog (67 procent) och kalfjäll (32 procent). Avrinningsområdet har 0,17 kvadratkilometer vattenytor vilket ger det en sjöprocent på 0,9 procent.